# Spaladium Arena
Spaladium Arena is een multifunctionele sport- en entertainmentarena in Split, Kroatië. De zaal opende in december 2008 en organiseerde het Wereldkampioenschap handbal voor mannen in de maand daarop in 2009. De arena zal in 2025 opnieuw gastheer zijn voor het land, samen met Denemarken en Noorwegen .

## Galerij

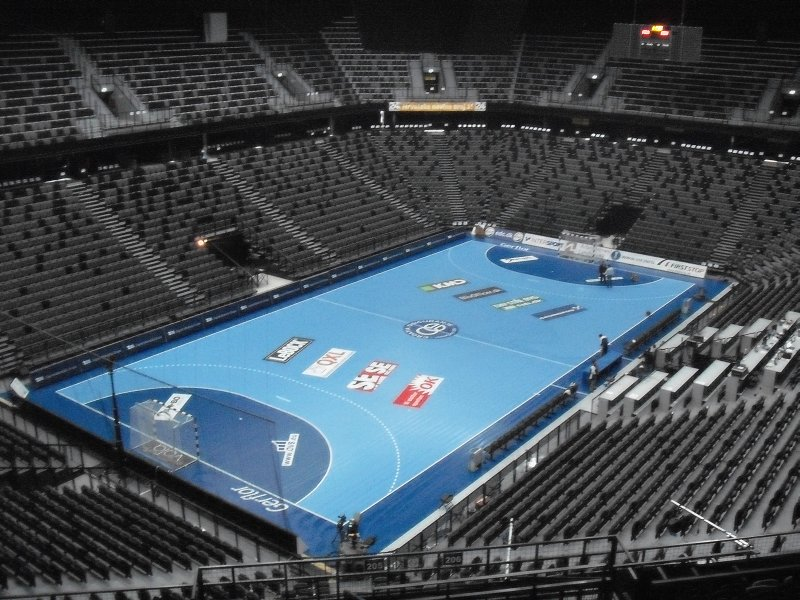
Spaladium Arena
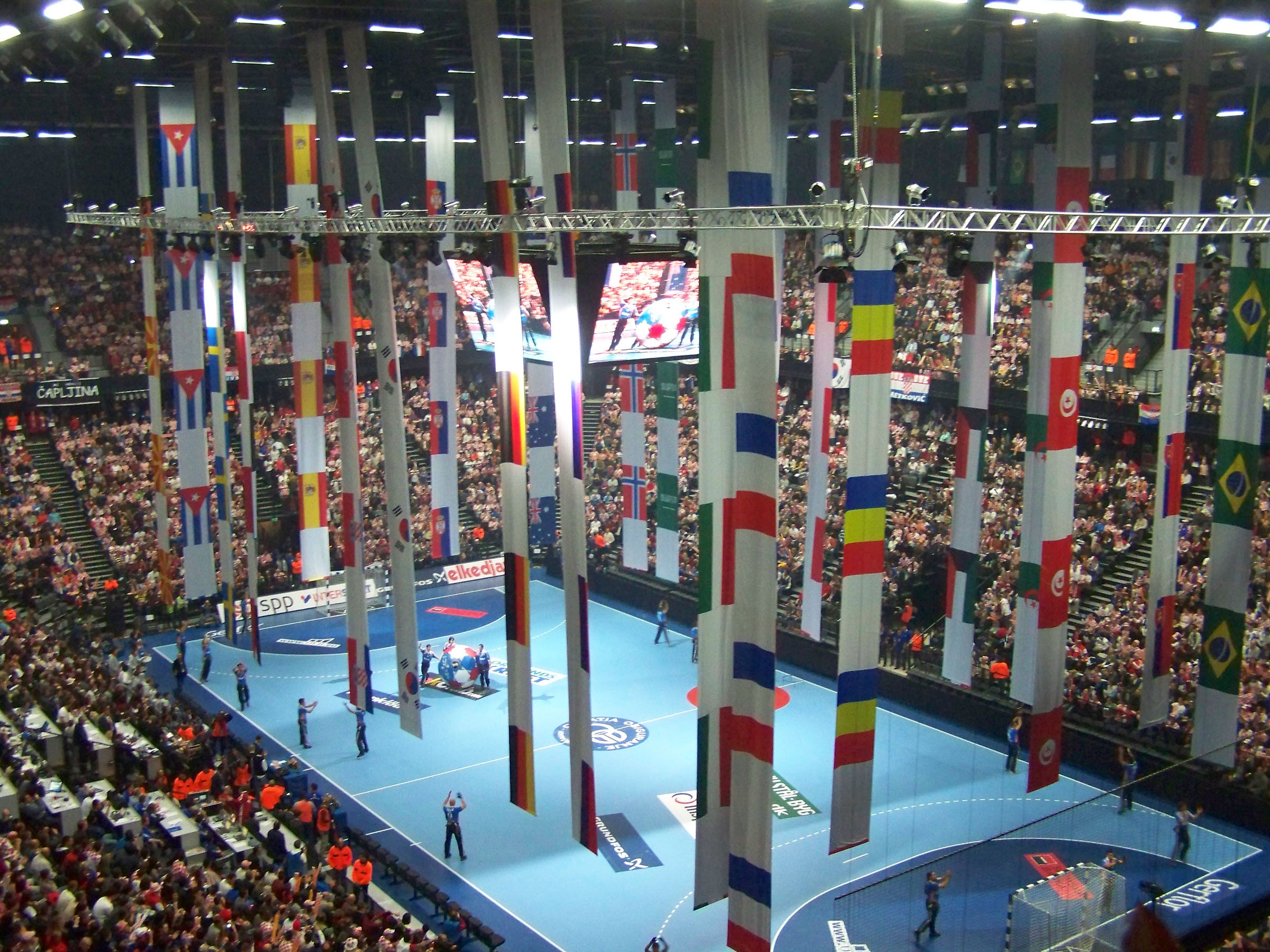
Openingsceremonie wereldkampioenschappen handbal heren
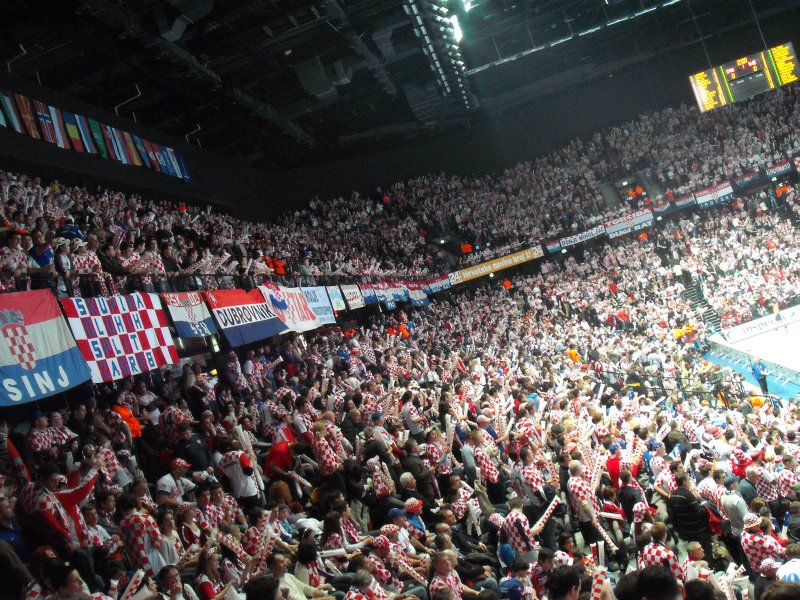
Spaladium Arena vol
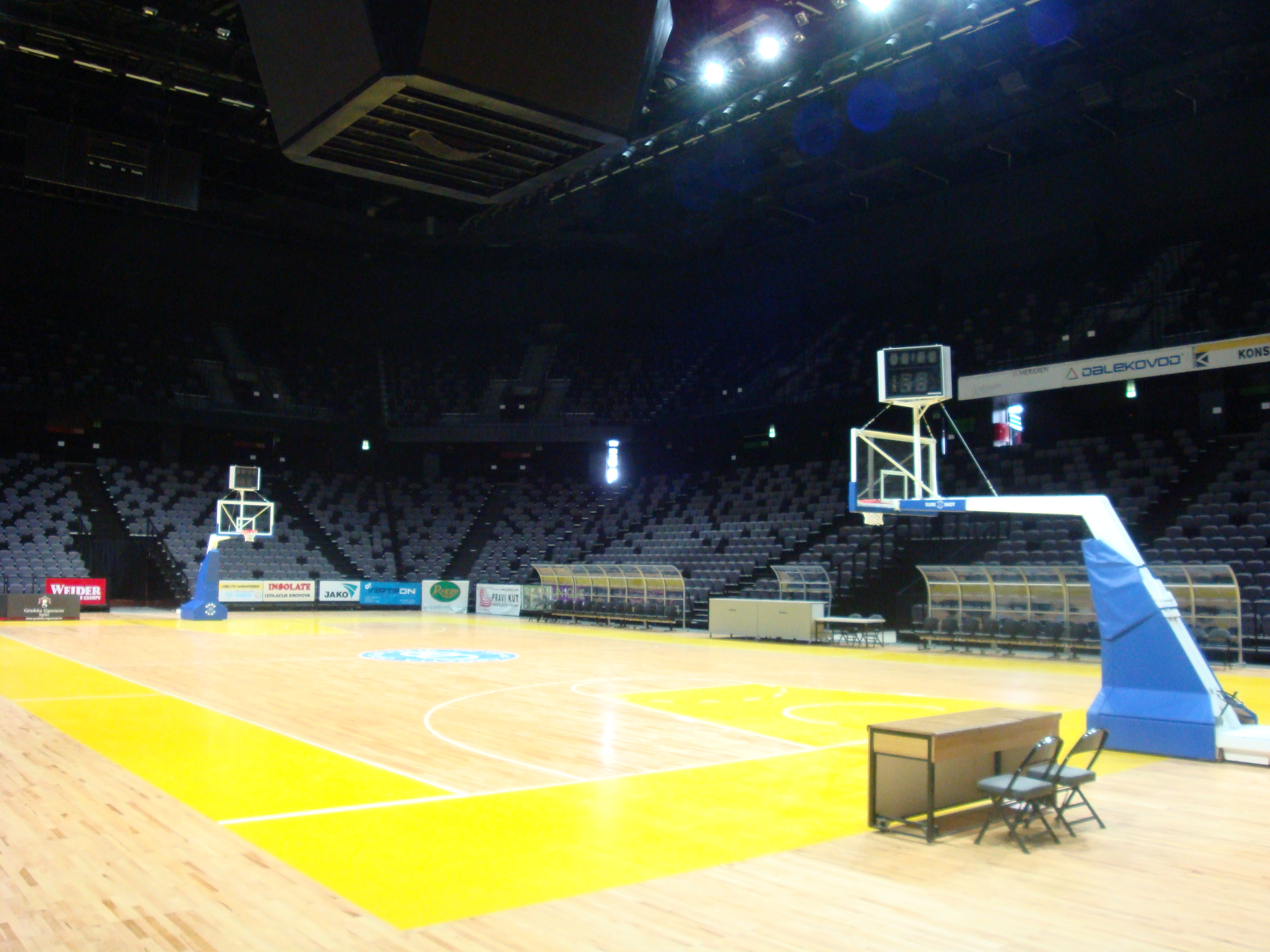
Spaladium Arena interieur
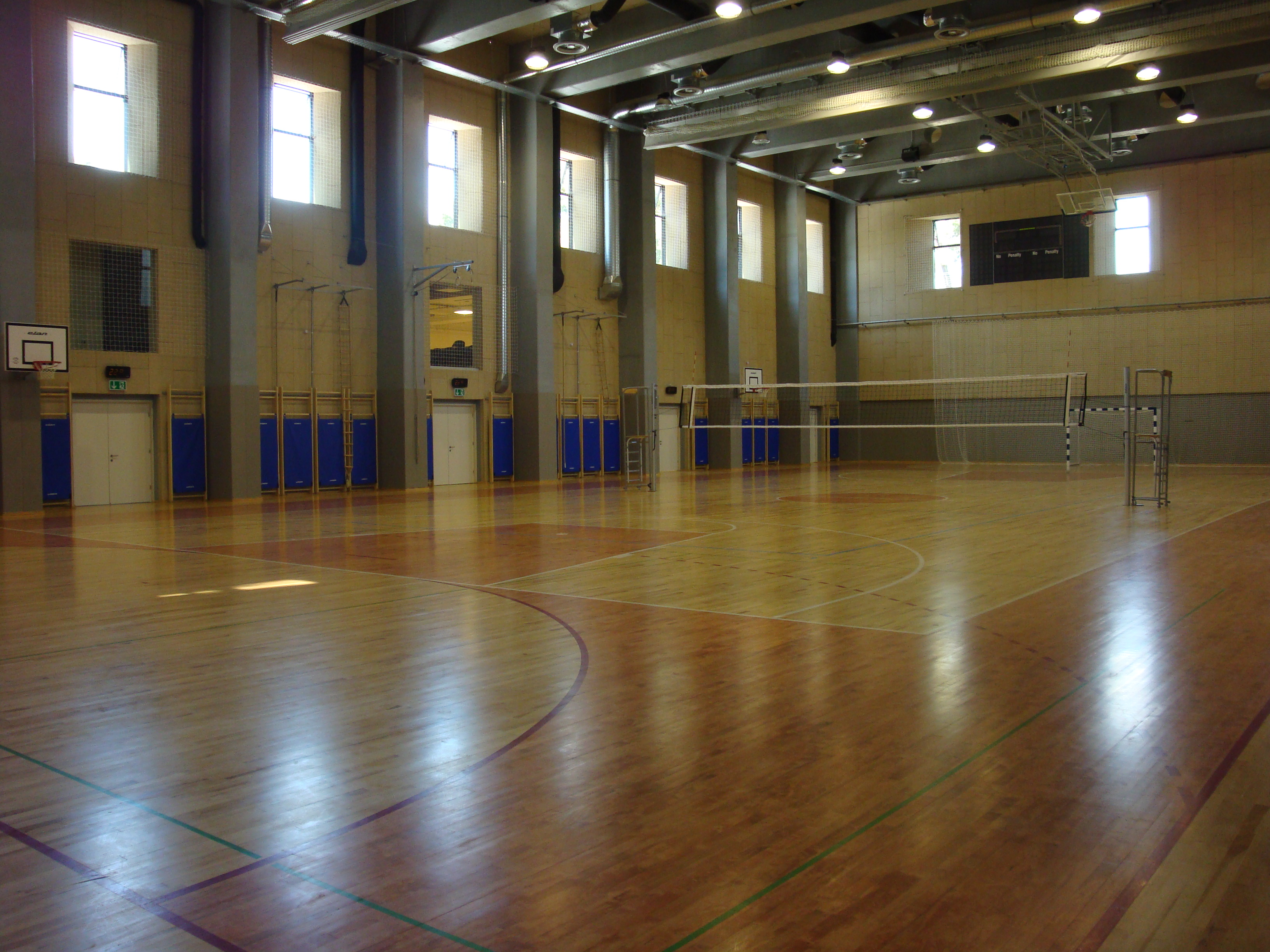
Sporthal Spaladium Arena
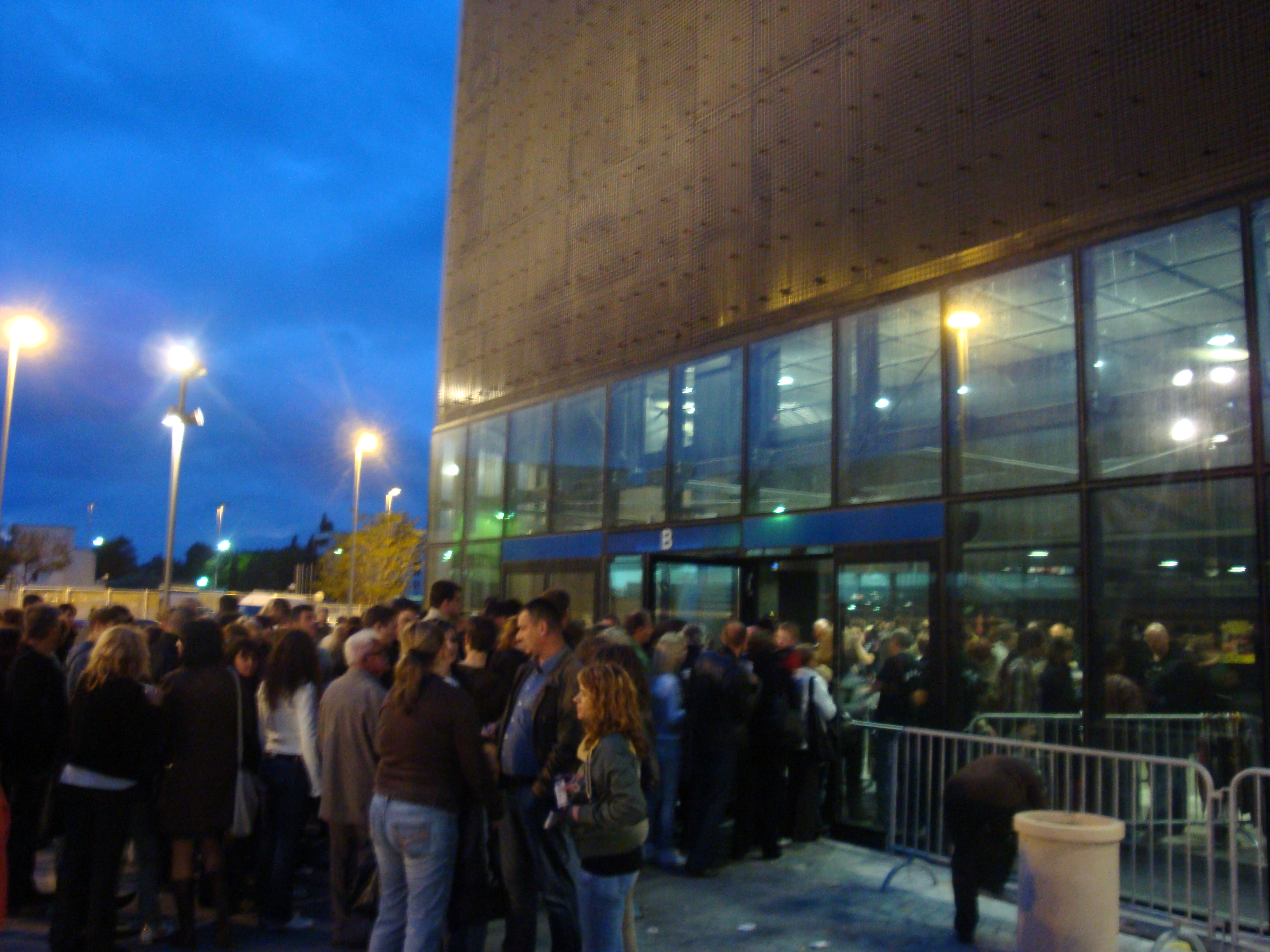
Spaladium Arena-fans
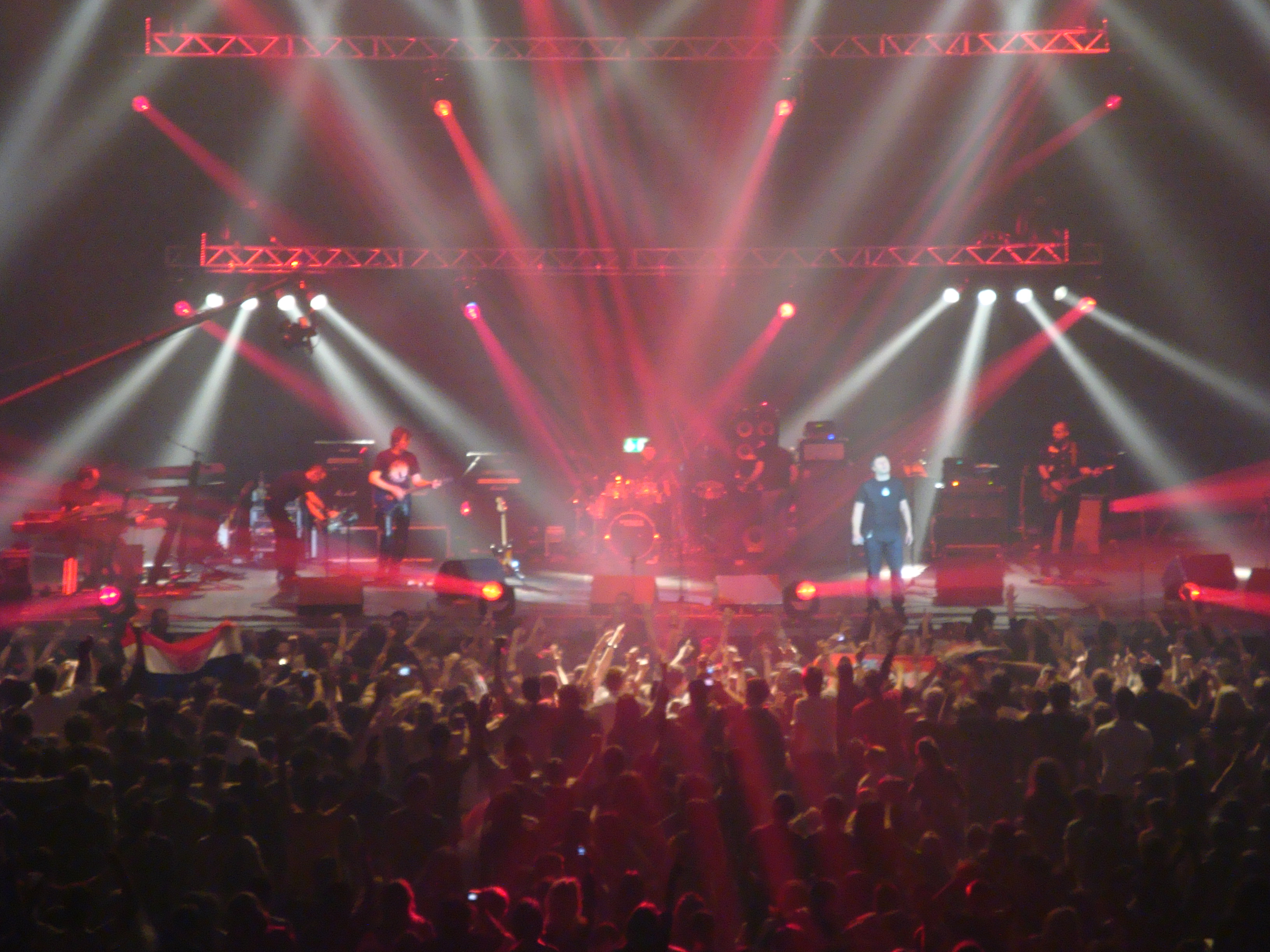
Thompson optreden bij Friends of the 4th Brigade concert
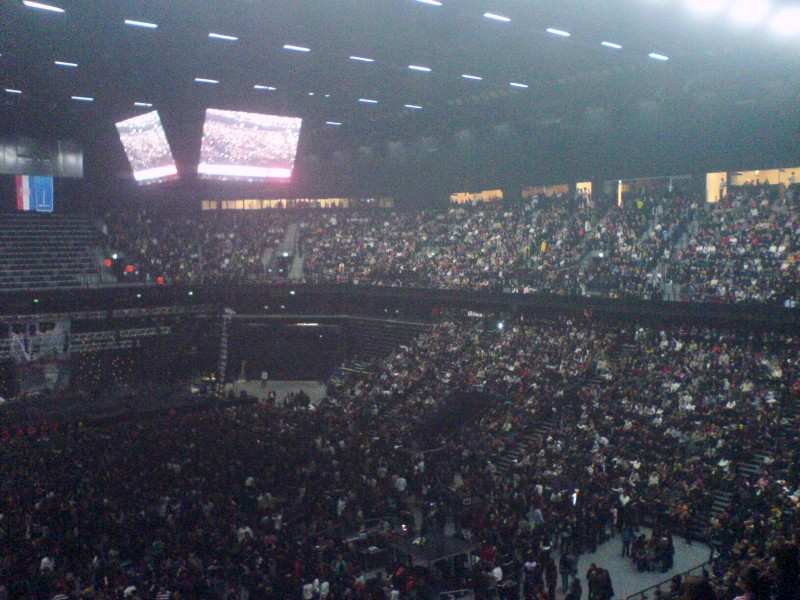
Haïti benefietconcert - recordbezoek